# Corégone lavaret
Coregonus lavaretus
Espèce
Statut de conservation UICN

 VU D2 : Vulnérable
Le corégone lavaret, lavaret (Coregonus lavaretus) ou, improprement, féra,, est un poisson de lac européen. D'autres taxons proches d'Europe centrale et du nord-ouest, et de Sibérie, forment un complexe d'espèces et sont connues sous le nom de corégone blanc (Coregonus albula).
Le lavaret est un salmonidé pélagique d'une taille de 25 à 45 cm et d'un poids de 250 à 500 g.
Il peut exceptionnellement atteindre 60 cm et 3 kg.
Son patrimoine génétique semble réduit, mais il fait l'objet d'études, notamment concernant les gènes impliqués dans les adaptations dont ce poisson a fait preuve pour coloniser ses milieux de vie.

## Reproduction
La période de reproduction des poissons du genre Coregonus s'étend assez largement entre le 15 novembre et le 31 janvier avec un maximum entre le 10 décembre et le 1er janvier. Ils frayent en automne, entre septembre et novembre, selon la température de l’eau. Différentes populations de corégones présentes dans les mêmes eaux peuvent frayer à des périodes différentes. Les populations de corégones, tant de lac que de rivière, peuvent remonter les fleuves pour frayer, tandis que d’autres restent en mer ou dans les lacs pour frayer.
Le lavaret a été introduit à la fin du XIXe siècle dans les lacs suisses ainsi que dans les lacs italiens et les grands lacs préalpins. En France, on le pêche principalement dans le lac du Bourget.
Les souches « féra » du lac Léman : Coregonus fera et Coregonus hiemalis (corégone gravenche ou petite féra) ont disparu. Ce sont des corégones blancs, prélevés, jusqu'en 1940, dans les lacs de Neuchâtel et Constance qui peuplent aujourd'hui le plan d’eau franco-suisse ; ces poissons sont nommés bondelle autour du lac de Neuchâtel, albeli, albick, palchen et blaufelchen en Suisse alémanique. Lorsqu'il sont introduits dans des lacs où le lavaret est présent, ils peuvent contraindre ces derniers à se replier vers des eaux plus profondes car ils exercent une plus grande pression sur le zooplancton. Les deux espèces peuvent également s'hybrider.